# Aysha clarovittata
Aysha clarovittata là một loài nhện trong họ Anyphaenidae.
Loài này thuộc chi Aysha. Aysha clarovittata được Eugen von Keyserling miêu tả năm 1891.